# Verena von Waldburg
Truchsessin Verena von Waldburg (* um 1400; † 1443) war eine Angehörige des niederen schwäbischen Adels, die in den Reichsgrafenstand erhoben wurde. Sie war eine jüngere Tochter des Truchsesses Johannes II. von Waldburg († 1424) und gehörte zu einer Familie, der es im 15. Jahrhundert erfolgreich gelang, ihre Stellung zu halten und auszubauen.

## Familie
Die Truchsesse von Waldburg sind seit der Mitte des 12. Jahrhunderts urkundlich belegt. Ursprünglich Ministeriale gelang ihnen im Spätmittelalter der Aufstieg in den niederen schwäbischen Adel und durch geschickte Wirtschafts- und Heiratspolitik später auch der Aufstieg in den Hochadel.
Verena stammte vermutlich aus der vierten Ehe ihres Vaters mit Ursula von Abensberg († 1422). Sie war eine (Halb?-)Schwester der Truchsesse Jakob I. von Trauchburg (genannt der Goldene Ritter), Eberhard I. zu Scheer und Friedberg (dem späteren Grafen von Sonnenberg (1424–1479)) und von Georg von Waldburg-Zeil. Eine ihrer (Halb?-)Schwestern war Ursula von Starkenberg, die in eine der mächtigsten Adelsfamilien der Grafschaft Tirol eingeheiratet hatte. Durch die Ehen ihrer Brüder und weiterer Schwestern war sie mit einigen anderen wichtigen schwäbischen Adelsfamilien verschwägert (Grafen von Werdenberg und Montfort, Herren von Gundelfingen und Klingenberg).
Verena war zweimal verheiratet.
Aus ihrer ersten Ehe mit Johannes Freiherr von Zimmern, einem Sohn von Johannes von Zimmern dem Älteren (1354–1441) und Kunigunde von Werdenberg-Sargans († 1434) hatte sie mindestens sechs Kinder:
- Konrad (stirbt jung)
- Werner der Jüngere (* um 1423; † 1483) ⚭ Anna von Kirchberg († 1478)
- Gottfried (* 1425; † 1508)
- Kunigunde († jung)
- Verena, ⚭ Ulrich von Brandis
- Anna († 1492) ⚭ I) Johannes von Geroldseck; ⚭ II) Jakob von Bern

Nach seinem Tod heiratete sie den Grafen Hans von Rechberg, mit dem sie zwei weitere Kinder hatte:
- Heinrich (* nach 1433 und vor 1443; † 1503[2]) ⚭ Anna Freiin von Schwarzenberg[3]
- Barbara (* nach 1433 und vor 1443; † 1493[2]) ⚭ Jakob von Falkenstein[4]

## Leben
1417 oder 1418 heiratete Verena den Freiherren Johannes von Zimmern (Johannes dem Jüngere) (um 1396–1430). 1418, wohl anlässlich dieser Eheschließung, wurde sie, wie auch ihre Schwester Agnes (als Ehefrau des Johannes von Haideck), von König Sigmund zur Reichsgräfin erhoben. Ihr erster Ehemann fiel 1430 im Hussitenkrieg.
1433 erwarb Verena von ihrem Bruder Jakob ein Drittel der Herrschaft Hilzingen mit der Burg Staufen im Hegau sowie andere Besitzungen, die im Leben ihres zweiten Ehemannes eine Rolle spielen sollten. Als sie um 1433 den Grafen Hans von Rechberg (* um 1410–1464) heiratete, einen Angehörigen des niederen schwäbischen Adels, der als „Fehdeunternehmer“ an zahlreichen Fehden, Kriegs- und Raubzügen in der Reichslandschaft Schwaben beteiligt war, muss sie für ihn aufgrund ihrer Besitzungen und ihres Vermögens eine ausgezeichnete Partie gewesen sein. Seit 1437 war Hans von Rechberg Herr der Grafschaft Gammertingen-Hettingen, die er aber 1447 (nach Verenas Tod) an die Grafen von Württemberg verkaufte. Später begründete er die Herrschaft Schramberg.
Nach ihrem Tod im Jahr 1443 wurde Verena in der Grablege seiner Familie in Isny beigesetzt. Für ihren Ehemann, der inzwischen enorme Schulden angehäuft hatte, dürfte ihr Tod sehr ungünstig gewesen sein, war er doch gezwungen, einen Teil ihres Vermögens ihren Kindern aus der ersten Ehe zu überlassen und sich außerdem zur Zahlung eines weiteren Teils zu einem späteren Zeitpunkt zu verpflichten.